# 13e étape du Tour de France 1967
Pour un article plus général, voir Tour de France 1967.
La 13e étape du Tour de France 1967 se déroule le 13 juillet. Elle part de Marseille et arrive à Carpentras, pour une distance de 211,5 kilomètres. L'étape est remportée par le Néerlandais Jan Janssen tandis que Roger Pingeon conserve la tête du classement général.
La journée est marquée par la mort du cycliste britannique Tom Simpson lors de l'ascension du mont Ventoux.

## Classement de l'étape
Les dix premiers de l'étape sont :
| Classement de la 12e étape | Classement de la 12e étape | Classement de la 12e étape | Classement de la 12e étape | Classement de la 12e étape |
|                            | Coureur                    | Pays                       | Équipe                     | Temps                      |
| -------------------------- | -------------------------- | -------------------------- | -------------------------- | -------------------------- |
| 1er                        | Jan Janssen                | Pays-Bas                   | Pays-Bas                   | en 6 h 58 min 15 s         |
| 2e                         | Felice Gimondi             | Italie                     | Italie                     | m.t.                       |
| 3e                         | Roger Pingeon              | France                     | France                     | m.t.                       |
| 4e                         | Franco Balmamion           | Italie                     | Primavera                  | m.t.                       |
| 5e                         | Lucien Aimar               | France                     | France                     | m.t.                       |
| 6e                         | Julio Jiménez              | Espagne                    | Espagne                    | + 0 min 03 s               |
| 7e                         | Désiré Letort              | France                     | France                     | m.t.                       |
| 8e                         | Dieter Puschel             | Allemagne de l'Ouest       | Allemagne de l'Ouest       | + 2 min 02 s               |
| 9e                         | Eduardo Castelló           | Espagne                    | Esparanza                  | + 2 min 04 s               |
| 10e                        | Raymond Poulidor           | France                     | France                     | m.t.                       |
| modifier                   |                            |                            |                            |                            |